# 石川さんパレット
『石川さんパレット』（いしかわさんパレット）は、石川テレビで2025年1月6日から放送されている石川県向けの夕方ワイド番組（報道・情報番組）。

## 概要
石川テレビでは2024年12月まで平日午前10時台にローカル情報番組『石川さん情報Live リフレッシュ』を放送していたが、同番組の実質的な後継番組となる夕方ワイド番組として平日版『石川さん Live News イット!』を統合する形で本番組を開始。石川テレビで夕方ワイド番組を放送するのは2003年3月に終了した『夕やけワイド まちかど元気王』以来約22年ぶりとなる。
番組タイトルの『パレット』には「パレットに色とりどりの情報、思いをのせる。」という意味が込められている。また、本番組開始により石川県内の全ての民放テレビ局の平日夕方のローカルニュース・情報番組でキー局と異なる独自のタイトルとなった。
番組内容は『リフレッシュ』から娯楽・生活情報を、平日版『石川さん イット!』から報道をそれぞれ引き継ぎ両者を融合させたものとなっており、両番組で放送していた一部のコーナーも本番組で引き続き放送している。また、2025年1月11日からは土曜 17:00 - 17:25に本番組の週末版・総集編となる『石川さんパレットぷらす』も放送開始した。
本番組開始に伴い、フジテレビ『Live News イット!』は第1部（15:45 - 16:49.15）のネットを打ち切り、第2部は前半（16:50 - 17:12.30）のみのネットに変更。本番組開始後も土曜版『石川さん Live News イット!』及び『北陸中日新聞日曜夕刊』（2025年4月から『北陸中日新聞サンデーNews』にタイトル変更）は継続となる。

## 出演者
○は石川テレビアナウンサー。土曜日の『石川さんパレットぷらす』は石川テレビアナウンサーが週替わりで担当する。
- 秋末械人○ - MC
- 尾崎侑美○ - MC・リポーター
- 沼本若菜○ - リポーター
- 稲垣真一○ - コメンテーター兼務。
- 古賀華梨○ - 2025年新人アナウンサー
- 加藤葵○ - 2025年新人アナウンサー

ほか

## テーマ曲
- プッシュプルポット「パレット」
  - 天気予報ではフジテレビ『イット!』テーマ曲である上白石萌音「hiker」インスト版を使用している。

## 放送時間
| 期間     | 期間 | 石川さんパレット                   | 石川さんパレット     | 石川さんパレット             | 石川さんパレット             | 石川さんパレットぷらす     |
| 期間     | 期間 | 放送時間（JST）                    | ローカル枠           | ローカル枠                   | ローカル枠                   | 放送時間（JST）            |
| 期間     | 期間 | 放送時間（JST）                    | 16時台               | 17時台                       | 18時台                       | 放送時間（JST）            |
| -------- | ---- | ---------------------------------- | -------------------- | ---------------------------- | ---------------------------- | -------------------------- |
| 2025.1.6 | 現在 | 月曜 - 金曜 16:45 - 19:00（135分） | 16:45 - 16:50（5分） | 17:12.30 - 17:48（35分30秒） | 18:09 - 18:48.30（39分30秒） | 土曜 17:00 - 17:25（25分） |

- 8月のお盆休み期間翌週は本番組の放送を休止し、16:50 - 19:00に『Live News イット!』をタイトル差し替えなしで、県内ニュースは18:55 - 19:00に放送する[5]。

## 主なコーナー
月曜日
- これ知っとる?
- カラフルデイズ
- チューモク
- Hello!Baby

火曜日
- りくつなつくり
- Dの好奇心
- 教えて!石川さん
- イトシメシ

水曜日
- パレットピック
- パレットLIVE

木曜日
- 記者の目
- ハッピーイオン
- 能登人を訪ねて

金曜日
- あなたの願いかなえまSHOW!
- 石川さんこどもニュース
- のぞいてみよう

その他
- てくてくしゃべり隊
- あわらさんのお役に立てれば幸いです
- ストーリーズ
- パレットお悩み相談室

過去
- 石川じわもんエール